# Robert Herold
Robert Herold (* 22. Februar 1879 in Paris; † 11. April 1938 in Zürich) war ein Schweizer Jurist und leitender Beamter.

## Leben
Robert Herold wurde als Sohn des Teilhabers der Morgan-Bank, Hermann Peter Herold, und der Sophia Hortensia geborene Wolf geboren. Nach dem Pflichtschulbesuch in Paris studierte Herold Rechts- und Staatswissenschaften in Zürich sowie an deutschen Universitäten und promovierte im Jahr 1902 zum Dr. rer. pol. Er heiratete Ella Iklé. Von 1902 bis 1904 war er als Sekretär der Kreisdirektion IV der Schweizerischen Bundesbahnen in St. Gallen beschäftigt. Von 1904 bis 1917 agierte er als Sekretär sowie von 1917 bis 1922 als Direktor des Verwaltungsrats der Bodensee-Toggenburg-Bahn (BT). Gleichzeitig lehrte Herold als Dozent an der Universität Zürich. In den Jahren 1922 bis 1926 stand er als Direktor der Eisenbahnabteilung, dem heutigen Bundesamt für Verkehr, vor. Von 1926 bis 1935 leitete Herold als Direktor den Kreis III der Schweizerischen Bundesbahnen in Zürich. Zuletzt wirkte Herold in den Jahren 1935 bis 1938 als Sonderbeauftragter des Bundes für die Neugestaltung des Eisenbahnrechts und die Gesetzgebung im Bereich des Automobilverkehrs. Daneben nahm Herold 1922 als schweizerischer Delegierter an der internationalen Rheinzentralkommission teil. Ferner war er Mitglied der internationalen Simplondelegation. Des Weiteren wirkte er von 1923 bis 1924 als Experte bei der Reorganisation der österreichischen Bundesbahn sowie 1925 als bundesrätlicher Experte beim Bau der Furkabahn.
Robert Herold war der Vater von Hans Herold.